# Serenity (film, 2019)
Pour les articles homonymes, voir Serenity.
Pour plus de détails, voir Fiche technique et Distribution.
Serenity ou Sérénité au Québec est un film américain réalisé par Steven Knight, sorti en 2019. Il sort en salles aux États-Unis et est diffusé sur Netflix dans plusieurs pays comme la France.

## Synopsis
Baker Dill est le capitaine d'un navire de pêche. Il est un jour recontacté par Karen, son ex-femme. Cette dernière lui demande de venir les sauver, elle et leur fils Patrick, de son nouveau mari violent. Karen supplie Baker pour qu'il organise une sortie en mer, au cours de laquelle il serait livré aux requins.

## Fiche technique
Sauf indication contraire, les informations mentionnées dans cette section peuvent être confirmées par la base de données cinématographiques IMDb,  présente dans la section « Liens externes ».
- Titre original : Serenity
- Titre québécois : Sérénité
- Réalisation et scénario : Steven Knight
- Décors : Andrew McAlpine
- Costumes : Danny Glicker
- Photographie : Jess Hall
- Montage : Laura Jennings
- Musique : Benjamin Wallfisch
- Production : Guy Heeley, Steven Knight et Greg Shapiro
- Sociétés de production : Global Road Entertainment, IM Global, Shoebox Films et Starlings Entertainment
- Société de distribution : Aviron Pictures (États-Unis)
- Budget : 25 millions de dollars[1]
- Pays d'origine :  États-Unis
- lieu de tournage : Ile Maurice et Etats Unis( une séquence à la fin)
- Langue originale : anglais
- Format : couleur - 2.35:1
- Genre : thriller
- Durée : 106 minutes
- Dates de sortie[2] :
  -  États-Unis : 25 janvier 2019
  -  Mondial : 8 mars 2019 (Netflix)

## Distribution
- Matthew McConaughey (VF : Bruno Choël ; VQ : Daniel Picard) : Baker Dill
- Anne Hathaway (VF : Caroline Victoria ; VQ : Geneviève Désilets) : Karen Zariakas
- Diane Lane (VF : Hélène Chanson ; VQ : Anne Bédard) : Constance
- Jason Clarke (VF : Boris Rehlinger ; VQ : François Trudel) : Frank Zariakas
- Djimon Hounsou (VF : Frantz Confiac ; VQ : Marc-André Bélanger) : Duke
- Jeremy Strong (VF : Jean-François Lescurat ; VQ : Philippe Martin) : Reid Miller
- David Butler (VF : Féodor Atkine ; VQ : Sylvain Hétu) : Jack
- Garion Dowds (VF : Florian Bonnin) : Samson
- Rafael Sayegh : Patrick Dill

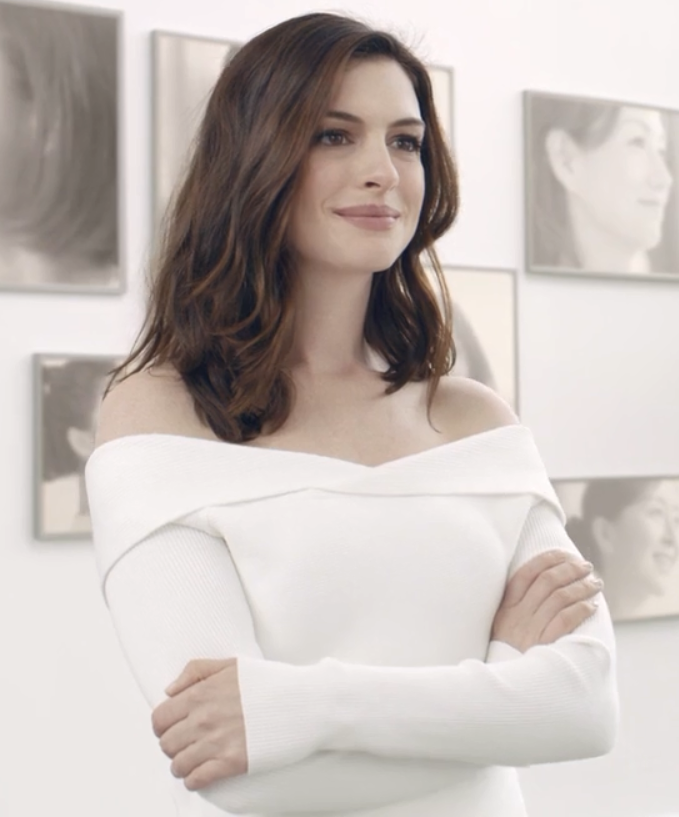
L'actrice principale Anne Hathaway, l'année de tournage du film.

 Source et légende : version française (VF) sur RS Doublageet selon le carton de doublage Netflix ; version québécoise (VQ) sur Doublage.qc.ca

## Production
Le tournage a eu lieu à Maurice entre juillet et septembre 2017.
Matthew McConaughey et Djimon Hounsou se retrouvent 22 ans après Amistad (1997). Matthew McConaughey et Anne Hathaway se retrouvent 5 ans après Interstellar (2014). Matthew McConaughey et Jeremy Strong se retrouveront l'année suivante sur le film The Gentlemen (2020), tourné en 2018.

## Sortie et accueil
Le film est mal reçu par la critique, récoltant un taux d'approbation de 22% sur Rotten Tomatoes, pour une note moyenne de 4,1/10 et 134 commentaires collectés et un score moyen de 38/100 sur Metacritic sur la base de 36 critiques.

## Distinctions
- Alliance of Women Film Journalists 2020 : prix de l'actrice qui a le plus besoin d'un nouvel agent pour Anne Hathaway
- Razzie Awards 2020 : nommé dans les catégories pire actrice pour Anne Hathaway et pire acteur pour Matthew McConaughey